# Cischweinfia jarae
Cischweinfia jarae är en orkidéart som beskrevs av Dodson och David Edward Bennett. Cischweinfia jarae ingår i släktet Cischweinfia och familjen orkidéer. Inga underarter finns listade i Catalogue of Life.